# Vivaldo Martini
Vivaldo Martini, nació en 1908 en Bellinzona, en el cantón de Ticino y murió en 1990 en Ginebra, es un pintor y profesor de pintura del artista suizo. 

## Biografía
Vivaldo Martini asistió a la Academia de Bellas Artes de Bolonia y la Escuela Superior de Arte y Diseño de Ginebra. 
Ha expuesto principalmente en Italia, Suiza, Alemania e Israel. 
Vivaldo Martini creado un taller que entrena a artistas como Jean-Pierre Colinge, incluyendo Geneviève París. 

## Trabajos notables
- Serie 4 ovalada retratos pinturas de Anna Eynard-Lullin, Jean-Gabriel Eynard, Adelaide Sara Pictet Rochemont y Charles Pictet de Rochemont.
- Retrato de Jean-Baptiste Vuillaume exhibió en el Museo de violín y el arco haciendo Mirecourt francés.
- La tabla de "Fedra y Ariadna grifo en Knossos palace", fechado en 1981.

- Datos: Q17496962
- Multimedia: Vivaldo Martini / Q17496962